# チヴィテッラ・ロヴェート
チヴィテッラ・ロヴェート（イタリア語: Civitella Roveto）は、イタリア共和国アブルッツォ州ラクイラ県にある、人口約3,200人の基礎自治体（コムーネ）。

## 地理

### 位置・広がり

#### 隣接コムーネ
隣接するコムーネは以下の通り。
- カニストロ
- チヴィタ・ダンティノ
- フィレッティーノ (FR)
- ルーコ・デイ・マルシ
- モリーノ

## 行政

### 分離集落
チヴィテッラ・ロヴェートには、以下の分離集落（フラツィオーネ）がある。
- Case di Spaccio, Meta, Peschiera, San Savino, Polverelli